# EBML
EBML (англ. Extensible Binary Meta Language — розширювана бінарна метамова) — двійковий формат файлів, при створенні якого стояло завдання створити аналог XML для двійкових даних. Спочатку був створений для мультимедіа контейнера Matroska; використовується в WebM.

## Загальна структура
Дуже важливою особливістю формату є наявність «значень за замовчуванням» для багатьох елементів, це дозволяє створювати файл без детального опису всіх параметрів.

## Типи даних
- Signed Integer — знакове ціле, порядок байтів big-endian, довільного розміру від 1 до 8 байтів.
- Unsigned Integer — беззнакове ціле, порядок байтів big-endian, довільного розміру від 1 до 8 байтів.
- Float — число з плаваючою комою, порядок байтів big-endian, розміру 4 або 8 байтів.
- String — текстовий рядок у форматі ASCII (символи ASCII, з кодами від 32 до 127). Наявність завершального нуля опціонально і залежить від вимог парсера.
- UTF-8 — рядок Unicode у форматі UTF-8. Наявність завершального нуля опціонально і залежить від вимог парсера.
- Date — час у наносекундах, знакове ціле, 64 біти. 0 означає початок третього тисячоліття 01.01.2001 00:00:00,000000000 UTC.
- Master-element — контейнер для інших EBML елементів (більш низького рівня).
- Binary — дані, що не інтерпретуються парсером.

## Числа змінного розміру
Однією з особливостей формату є числа змінного розміру. Кодування числа здійснюється подібно кодуванню символів в кодуванні UTF-8, розмір числа визначається кількістю нульових біт (точніше, положенням першого ненульового біта). Максимальне число обчислюється як 2 кількість бітів−2.
| 1        | 2        | 3        | 4        | 5        | 6        | 7        | 8        | бітів | діапазон, що кодується |
| -------- | -------- | -------- | -------- | -------- | -------- | -------- | -------- | ----- | ---------------------- |
| 1××××××× |          |          |          |          |          |          |          | 7     | [0;126]                |
| 01×××××× | ×××××××× |          |          |          |          |          |          | 14    | [0;16382]              |
| 001××××× | ×××××××× | ×××××××× |          |          |          |          |          | 21    | [0;2097150]            |
| 0001×××× | ×××××××× | ×××××××× | ×××××××× |          |          |          |          | 28    | [0;268435454]          |
| 00001××× | ×××××××× | ×××××××× | ×××××××× | ×××××××× |          |          |          | 35    | [0;34359738366]        |
| 000001×× | ×××××××× | ×××××××× | ×××××××× | ×××××××× | ×××××××× |          |          | 42    | [0;4398046511102]      |
| 0000001× | ×××××××× | ×××××××× | ×××××××× | ×××××××× | ×××××××× | ×××××××× |          | 49    | [0;562949953421310]    |
| 00000001 | ×××××××× | ×××××××× | ×××××××× | ×××××××× | ×××××××× | ×××××××× | ×××××××× | 56    | [0;72057594037927934]  |